# Райс, Тайрис
Тайрис Райс (англ. Tyrese Rice; родился 15 мая 1987 года в Ричмонде, Виргиния, США) — американский и черногорский профессиональный баскетболист, играющий на позиции разыгрывающего защитника.

## Ранние годы
Райс родился в Солсбери, Северная Каролина. Родители расстались практически сразу после его рождения, поэтому он носит фамилию матери. Тайрис учился в школе Ллойда Бёрда в Честерфилде, Виргиния и начал заниматься баскетболом в школьной команде. В первый и второй сезон попал в символическую сборную штата по версии Ассоциации баскетбольных тренеров Виргинии. В сезоне 2004–05 в составе команды установил рекорд, одержав 29 побед и стал чемпионом Центрального региона. В сезоне в среднем набирал 27 очков, отдавал 6,2 передачи и совершал 5 подборов. От Associated Press штата Виргиния получил титул Игрока сезона 2004–05.

## Карьера
После окончания 28 апреля 2005 года школы Райс написал письмо о намерениях в Бостонский колледж. В первый год обучения (2005–06) Райс принял участие во всех 36 матчах своей команды, в среднем набирая 9,3 очка, совершая 1,4 подбора и отдавая 2,5 результативных передач. В дебютном сезоне получил две награды: новичку недели (28 ноября 2005 года) в Конференции, а также попал в сборную новичков Конференции.
Во втором сезоне (2006–07) Райс принял участие во всех 33 играх, в среднем проводя на площадке 36,6 минут. По итогам выступлений в среднем за матч игрок набирал 17,6 очка, совершал 3,4 подбора и отдавал 5,4 результативные передачи. Райс попал во вторую команду Конференции. В двух играх Первого дивизиона NCAA 2007 года Райс набирал в среднем 24 очка. Лучшим достижением следующего сезона стали 46 набранных очков, набранная в матче против Северной Каролины 1 марта 2008 года. В первой половине матча игрок набрал 34 очка. В среднем за сезон Райс набирал 21 очко, совершал 3,3 подбора и отдавал 5 передач. В этом сезоне вновь получил награды Конференции, на этот раз попал в первую сборную Конференции. В выпускном году (2008–09) Райс немного сдал в статистике, набирая 16,9 очков, однако сохранил показатели по подборам (3,8) и передачам (5,4). В единственном матче Турнира NCAA 2009 года набрал 9 очков.
Райс выставлял свою кандидатуру на Драфт НБА 2009 года, но не был выбран. После этого баскетболист решил поехать в Европу, где присоединился к клубу чемпионата Греции «Паниониос».
В 2010 году Райс выступал за клуб «Юта Джаз» в Летней лиге Орландо, а затем за «Сакраменто Кингз» в Летней лиге НБА. В сезоне 2010-11 игрок подписал контракт с немецкой командой «Артланд Дрэгонс».
Сезон 2011-12 годов провёл в «Летувос Ритас».
11 июля 2013 года Райс подписал двухлетний контракт с чемпионом Израиля «Маккаби» (Тель-Авив). В первом сезоне за новую команду выиграл Евролигу, в среднем за 30 матчей набирал 9,5 очков, отдавал 3,2 результативные передачи и совершал 2,1 подбора. После победы над «Олимпией» а драматической серии плей-офф «Маккаби» вышла в Финал четырёх. В полуфинальном матче, который закончился победой его команды со счётом 68–67 над ЦСКА Райс отправил в корзину решающий бросок за 5,5 секунд до окончания основного времени матча. В финальном матче против «Реал Мадрида» набрал 26 очков и привёл свою команду к шестому европейскому титулу чемпиона Евролиги. В итога Райсу достался титул MVP Финала четырёх.
30 июня 2014 года Райс подписал трёхлетний контракт с подмосковными «Химками». Райс помог химчанам выиграть Еврокубок в 2015 году, при этом он стал самым полезным игроком регулярного чемпионата, а также MVP финальной серии плей-офф.
Летом 2016 года перешёл в «Барселону».

## Сборная Черногории
В июле 2013 года Райс получил гражданство Черногории и смог выступать за национальную сборную этой страны на чемпионате Европы 2013 года.

## Достижения

### Клубные
«Маккаби» (Тель-Авив) :
- Обладатель Кубка Лиги Израиля: 2013
- Обладатель Кубка Израиля: 2014
- Чемпион Израиля: 2014
- Победитель Евролиги: 2013/14

 «Химки»:
- Победитель Еврокубка: 2014/15